# Resistencia a la insulina
La resistencia a la insulina, resistencia insulínica o insulinorresistencia es un trastorno de salud en el cual los tejidos presentan una respuesta disminuida para absorber la glucosa circulante ante la acción de la insulina; en especial el hígado, el músculo esquelético y el tejido adiposo. Esta alteración, en conjunto con la deficiente producción de insulina a partir del páncreas, puede conducir al desarrollo de una diabetes mellitus tipo 2 a largo plazo.

## Epidemiología
En términos epidemiológicos, el principal condicionante de la resistencia a la insulina es la occidentalización del estilo de vida, definida por el incremento de la ingestión de carbohidratos refinados y de grasas insaturadas de origen vegetal como aceites de canola, soya, girasol y otros, la reducción de la actividad física y el estrés crónico. Estos hábitos menos saludables conducen a sujetos a ser metabólicamente obesos pese a tener un IMC (Índice de Masa Corporal) tan sólo catalogable de sobrepeso.

## Etiología
Aunque la resistencia a la insulina es un proceso multifactorial que involucra tanto factores genéticos como factores adquiridos, cuenta con una serie de factores de riesgo que pueden predisponer a un individuo a desarrollar esta patología.
| - Sobrepeso - Poca actividad física - Mujeres con medida de cintura al nivel del ombligo de más de 90 centímetros (35 pulgadas) - Hombres con una medida de cintura de más de 100 centímetros (40 pulgadas) - Padres, hermanos o hermanas padecen de diabetes tipo 2 - Síndrome de ovario poliquístico - Mayor de 45 años - Presión de la sangre mayor de 140/90 mmHg - Niveles de colesterol HDL bajos (35 mg/dl o menos) - Niveles de triglicéridos altos en sangre (250 mg/dl o más) |

Actualmente se ha investigado la resistencia a la insulina, no solamente a nivel fisiológico, sino que en la última década se ha puesto interés especial en los procesos celulares involucrados en la resistencia a la insulina, donde se ha descubierto participación de un Desbalance Rédox ocasionado por el ataque de radicales libres de especies de oxígeno (ROS), de nitrógeno (NOS) y de hidrógeno, y recientemente se han visto involucrados otros radicales libres alcóxilos y carboxilos. También se tiene relación directa con procesos de glicación en todas las células (De ahí que uno de los estudios clínicos utilizados para determinar la resistencia a la insulina sea la Hemoglobina Glucosilada).
Un estudio clínico multicéntrico, multipaís, donde evaluó a más de 5000 personas, denominado Sistema de Aplicación de Técnicas para el Diagnóstico Metabólico (Sistema ATDM), con el cual ha determinado que, la resistencia a la insulina, no es un proceso crónico, sino corresponde a procesos metabólicos que se repiten de forma continua y continuada, es decir, que tienen una periodicidad de 72 horas, iniciando desde la ingesta de los alimentos (principalmente cuando se combina un carbohidrato reductor con un aminoácido), se genera una glicación por la Reacción de Maillard, donde lo que conduce a la formación de AGE´s (Agentes Finales de Glicación), que transcurrido ese tiempo, se acumulan en la pared celular, y es donde la leptina inicia un proceso de lipogénesis de Novo, transformando esos azúcares en grasas, formando una "caramelización", alrededor de las células y tejidos, lo que impide a la insulina acoplarse a los receptores gluts, impidiendo que la glucosa y otros nutrientes entren a las células para que se verifiquen los procesos bioquímicos de producción de energía.

## Patogenia
La resistencia a la insulina aumenta el catabolismo de grasa (lipolisis) de los adipocitos y la circulación de ácidos grasos libres, disminuyendo el almacenamiento de glucógeno hepático, lo cual promueve la producción de glucosa (gluconeogénesis). La resistencia a la insulina sistémica induce un aumento de secreción de insulina, lo cual aumenta la lipogénesis de novo por parte del hígado; se acumula grasa en el hígado y aumenta la cantidad de lipoproteínas de baja densidad circulante. Aumenta la grasa en el tejido adiposo periférico, cuya capacidad de almacenaje está disminuida. La lipotoxicidad altera la señalización de la insulina, induce daño oxidativo, promueve inflamación y fibrosis, lo cual afecta el funcionamiento del hígado desde una simple esteatosis hepática hasta una fibrosis o carcinoma.

## Diagnóstico
Para el diagnóstico preciso de la resistencia a la insulina, hasta hace unos años, eran necesarias técnicas sofisticadas que determinan el uso de glucosa en estados inducidos experimentalmente de hiperinsulinemia. 
Para hacer más fácil su determinación se han diseñado sobre la base de estudios epidemiológicos modelos más sencillos que relacionan la glucemia y la insulinemia en ayunas, tal como es el caso de HOMA (Homeostatic model assessment).
{\displaystyle HOMA={\frac {Insulina(McIU/mL)\cdot Glucemia(mg/dL)}{405}}}
Aún no es claro un punto de corte exacto para la definición de una resistencia insulinica, porque ésta, es variable en relación con la cultura, raza, y estilo de vida, sin embargo, esta prueba es de gran utilidad ya que muestra a grandes rasgos la sensibilidad a la insulina en un determinado individuo.
También se puede utilizar la fórmula QUICKI, en la cual se relacionan los valores de insulina y glucosa en ayunas: 1/[log(I0) + 1/ log(G0)], donde I0 es la insulina en ayunas, y G0 la glucosa en ayunas. Valores obtenidos inferiores a 0.339 indican resistencia a la insulina en adultos.
La amplificación teórica del receptor de insulina (SPINA-GR) es una medida no-lineal de la sensibilidad a la insulina que se correlaciona con el resultado de los ensayos de clamp hiperinsulinémico-euglucémico y TTOG.

### Interpretación de los resultados:
- HOMA-IR < 2: sensibilidad a la insulina normal
- HOMA-IR > 2: posible resistencia a la insulina
- HOMA-IR > 2,5: probable resistencia a la insulina
- HOMA-IR > 5: resultados típicos de la diabetes de tipo 2[16]
- SPINA-GR 1,41–9,00 mol/s: sensibilidad a la insulina normal
- SPINA-GR ≤ 1,40 mol/s: resistencia a la insulina
- SPINA-GR < 1,35 mol/s: resultados típicos de la diabetes de tipo 2[15]

Actualmente se está utilizando una nueva metodología diagnóstica, basada en el Sistema de Aplicación de Técnicas para el Diagnóstico Metabólico (Sistema ATDM) que permite, mediante el uso de una prueba llamada "Capilaroscopía", determinar in vivo, en tiempo real, mediante un estudio no invasivo, los diferentes procesos involucrados en la resistencia a la insulina, ya que esta técnica permite ver directamente en el paciente los procesos de glicación derivados de la oxidación de los carbohidratos en los tejidos, y su subsecuente, proceso de lipogénesis de novo.

## Mecanismos de Resistencia a la Insulina
Los mecanismos moleculares de la resistencia a la insulina abarcan diversas y complejas alteraciones en la señalización y el transporte de la insulina y la regulación normal de la expresión y síntesis de adipocinas.

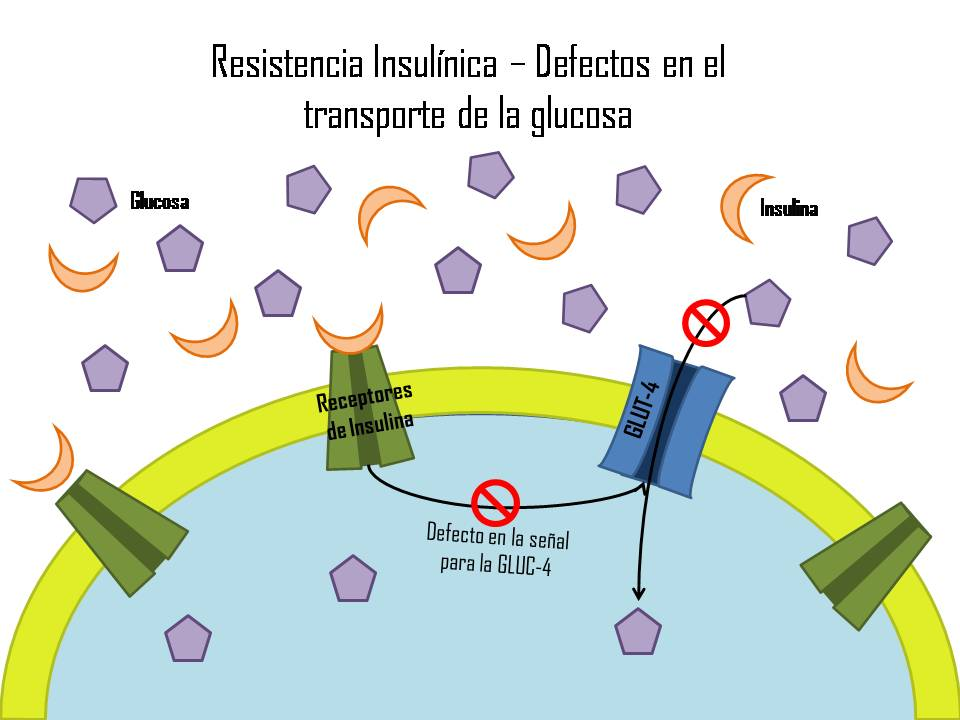
Alteración en el transporte de Glucosa

### Alteración en el Transporte de Glucosa
Es el mecanismo principal de resistencia a la insulina en pacientes diabéticos. Es una alteración del transporte de glucosa que está caracterizada por defectos de la expresión de enzimas intracelulares y de la translocación del GLUT4 por deficiencias en la actividad del receptor de insulina (RI), los sustratos del RI - Se han identificado cuatro SRI, pero los más estudiados han sido el SRI-1 y el SRI-2, que son más comunes, mientras que SRI- 3 está restringido de tejido adiposo, y el SRI-4 a riñón y encéfalo - y la kinasa de fosfoinositol trifosfato PI3-K.
El RI es una glucoproteína, un receptor transmembrana de la membrana citoplasmática que está expresada en células del músculo esquelético, hígado y tejido adiposo. Presenta cuatro subunidades, dos subunidades β - que poseen actividad tirosina quinasa dependiente de ATP-  inhibidas por dos subunidades α. Cuando la insulina se une a las subunidades α  se pierde esta inhibición, con autofosforilación del RI por actividad tirosina cinasa en presencia de ATP. Sin esta actividad tirosín-cinasa del receptor de insulina, no se da ninguno de los efectos biológicos de la insulina.

### Adipocinas y Sensibilidad insulínica
Las adipocinas son el conjunto de proteínas producidas por el tejido adiposo. Entre ellas destacan la proteína estimuladora de acilación (ASP), TNF–a, IL–6, la resistina, la leptina y la adiponectina, con influencia sobre la sensibilidad a la insulina, así como el angiotensinógeno y el inhibidor del activador de plasminógeno (PAI–1) que tienen efecto sobre la vascularización.

Algunos estudios - como el de Steppan CM y sus colaboradores - partieron de la hipótesis de que la resistencia a la insulina podría ser mediada por algún factor derivado de adipocitos, regulado por las tiazolidinedionas (TZD). Se llevó a cabo la búsqueda de genes que fueran inducidos durante la diferenciación de los adipocitos que mejoran la sensibilidad de los tejidos a la insulina. Esa búsqueda de genes llevó al descubrimiento de la proteína que llamaron resistina; la expresión de su gene es inducida durante la diferenciación de los adipocitos y el polipéptido es específicamente secretado por estos. 

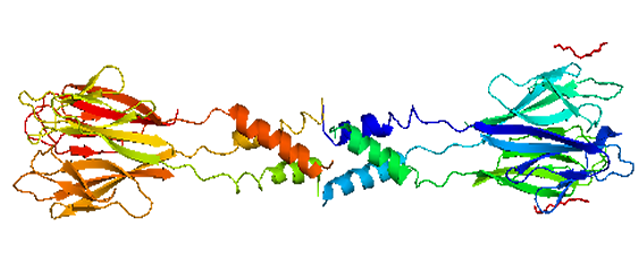
Estructura Cristalográfica de un hexámero de resistina

Se ha encontrado que la resistina circula en el suero y su nivel se eleva en la obesidad. Su inmunoneutralización mejora la acción de la insulina y por lo tanto la glucosa sanguínea en diabetes tipo 2. Por el contrario la administración de resistina altera la tolerancia a la glucosa y la acción de la insulina normal, lo que permite considerar a la resistina como un candidato para explicar el efecto antidiabético de las TZD y el mecanismo por el que, el exceso de tejido adiposo causa resistencia a la insulina.
También, la adiponectina que se expresa más en tejido adiposo subcutáneo que en tejido adiposo visceral, sus niveles plasmáticos guardan una fuerte relación inversa con el peso corporal y una fuerte relación directa con la sensibilidad a la insulina, sirviendo así como indicadores de la resistencia a la insulina.

## Fisiopatologías relacionadas

### Resistencia a la insulina, Hiperinsulinemia y la acción lipogénica
La resistencia a la insulina se caracteriza por el mantenimiento de altos niveles de insulina en sangre (Hiperinsulinemia) debido a la sobreproducción pancreática como mecanismo para el control de la glucemia.  Esto a su vez, somete a los tejidos a una inadecuada acción lipogénica, se favorece la obesidad abdominal, la producción a nivel hepático de triglicéridos, la liberación de VLDL y por consiguiente al desarrollo de dislipidemia.

### Resistencia a la insulina y Arteriosclerosis
La resistencia a la insulina aumenta el riesgo de Arteriosclerosis mediante la suma de factores de riesgo cardiovascular, alteraciones endoteliales, procesos inflamatorios y de coagulación. Este conjunto de factores son considerados el síndrome metabólico.

### Resistencia a la insulina y tensión arterial
La resistencia a la insulina ocasiona una alta tensión arterial por:
- Un menor efecto vasodilatador de la insulina.
- Retención de agua y sodio por efecto de la hiperinsulinemia.
- Menos biodisponibilidad de óxido nítrico, lo que ocasiona disfunción endotelial y un tono vasoconstrictor.
- En el tallo cerebral las neuronas que se encargan del tono simpático eferente son inhibidas por neuronas del hipotálamo, cuyo soma posee una captación adaptativa de glucosa estimulada por la insulina.  El efecto neto es el incremento de la actividad simpática por una mayor captación de glucosa, y eso hace que disminuya la actividad inhibitoria hacia las neuronas del tallo cerebral.